# اصغر فرهادی
اصغر فرهادی (زادهٔ ۱۷ اردیبهشت ۱۳۵۱) فیلم‌ساز ایرانی است. او افتخارات متعددی از جمله دو جایزهٔ اسکار و یک جایزهٔ گلدن گلوب کسب کرده و دو بار نامزد جایزهٔ بفتا شده است. فیلم تحسین‌شدهٔ دربارهٔ الی (۱۳۸۷) باعث شد فرهادی در عرصهٔ بین‌المللی شناخته شود و برای آن خرس نقره‌ای برای بهترین کارگردان را کسب کرد. این تحسین با ساخت جدایی نادر از سیمین (۱۳۸۹)، فروشنده (۱۳۹۴) و قهرمان (۱۴۰۰) تداوم یافت. او برای جدایی نادر از سیمین و فروشنده توانست به نخستین ایرانی تبدیل شود که جایزهٔ اسکار بهترین فیلم غیر انگلیسی‌زبان را دریافت می‌کند. جدایی نادر از سیمین نامزد دریافت جایزهٔ اسکار بهترین فیلم‌نامه غیراقتباسی نیز شد و فروشنده جایزه ی بهترین فیلم‌نامه جشنواره فیلم کن را کسب کرد. قهرمان نیز جایزه بزرگ هیئت داورانِ جشنواره فیلم کن ۲۰۲۱ را دریافت کرد.
فرهادی حرفه‌اش را به‌عنوان فیلم‌نامه‌نویسِ مشترکِ ارتفاع پست (۱۳۸۰) ساختهٔ ابراهیم حاتمی‌کیا آغاز کرد. نخستین فیلمش رقص در غبار (۱۳۸۱) جایزهٔ ویژهٔ هیئت داوران جشنواره فیلم فجر را کسب کرد و سپس فرهادی برای شهر زیبا (۱۳۸۲) نامزد سیمرغ بلورین بهترین کارگردانی و بهترین فیلم‌نامه جشنواره فیلم فجر شد. او برای چهارشنبه‌سوری (۱۳۸۴) سیمرغ بلورین بهترین کارگردانی را کسب کرد.
در سال ۲۰۱۴، نشان افتخار هنر و ادبیات فرانسه به‌دلیل «خلاقیت‌های هنری و تأثیرش بر هنر و ادبیات فرانسه و جهان» به فرهادی اهدا شد. در نظرسنجی مجلهٔ تایم، او رتبه چهارمین شخصیت تأثیرگذار در میان ۱۰۰ شخصیت برتر سال ۲۰۱۲ را کسب کرد و به عنوان یکی از ۱۰۰ چهرهٔ تأثیرگذار سال ۲۰۱۲ از سوی این مجله معرفی شد. فرهادی در سال ۲۰۱۲ در فهرست ۱۰۰ متفکر جهان فارن پالیسی قرار گرفت.

## زندگی
فرهادی گفته است که فعالیت سینمایی خود را در ۱۳ سالگی و قبل از آنکه به صورت آکادمیک در این زمینه به تحصیل بپردازد، آغاز کرده بود. فرهادی پس از گذراندن دوره لیسانس در رشته تئاتر (گرایش ادبیات نمایشی) از دانشکده هنرهای زیبا دانشگاه تهران، مدرک فوق لیسانس خود در همین رشته (گرایش کارگردانی) را از دانشگاه تربیت مدرس دریافت کرد. او فعالیت در سینما را از سال ۱۳۶۵ در انجمن سینمای جوان اصفهان آغاز کرد.
فرهادی اولین فیلمی که بر زندگی‌اش تأثیرگذار بوده است را فیلم دزد دوچرخه معرفی کرد. وی هنر خود را تأثیریافته از آثار ویتوریو دسیکا، فدریکو فلینی، اینگمار برگمان، میکل‌آنجلو آنتونیونی، بیلی وایلدر و کریشتوف کیشلوفسکی می‌داند.

## فعالیت حرفه‌ای و کارنامه

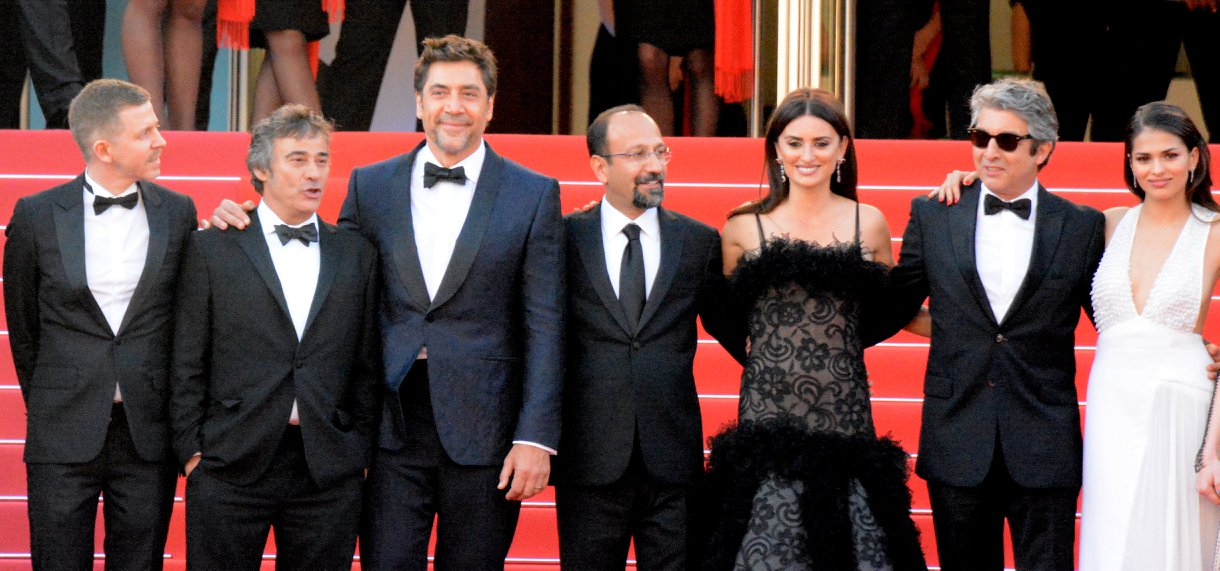
بازیگران فیلمِ همه می‌دانند به همراه فرهادی

### ارتفاع پست
اصغر فرهادی فعالیت‌های سینمایی و حرفه‌ای خود را به عنوان فیلم‌نامه‌نویس در دوازدهمین ساخته سینمایی ابراهیم حاتمی‌کیا یعنی ارتفاع پست آغاز کرد. فرهادی دوران کارگردانی خود را در کمتر از یک سال پس اکران فیلم ارتفاع پست آغاز نمود.

### رقص در غبار
رقص در غبار محصول سال ۱۳۸۱ اولین فیلم بلند و رسمی او در مقام کارگردان است. رقص در غبار بسیار شبیه به کارهای تلویزیونی موفق وی به‌خصوص سری دوم داستان یک شهر به همراه علی‌رضا بذرافشان ساخته‌شده است. فیلم تلفیقی از رمانتیسیسم و احساسات گرایی و نگاهی ابتدایی به جامعه و روابط اجتماعی آدم‌ها است. اولین اثر وی نظر مثبت عموم و منتقدان را نیز جلب کرد و وی جایزهٔ بهترین کارگردانی جشنواره فیلم آسیا پاسیفیک و تندیس زرین بهترین فیلم‌نامه را از جشن خانه سینما را کسب کرد.

### شهر زیبا
دومین اثر سینمایی اصغر فرهادی در مقام کارگردان، فیلم شهر زیبا محصول سال ۱۳۸۲ است. این فیلم که داستان خود را از دل جامعه وام گرفته و درون‌مایه عاشقانه را در لابه‌لای ناملایمات اجتماعی در هم آمیخته است، روایتگر واپسین روزهای زندگی اکبر است که به اتهام قتل در انتظار چوبهٔ دار در کانون اصلاح و تربیت شهر زیبا به سر می‌برد. شهر زیبا دومین همکاری اصغر فرهادی با فرامرز قریبیان پس از رقص در غبار و اولین همکاری ترانه علیدوستی با وی است. فرهادی برای این فیلم جوایزی مانند طاووس طلایی جشنواره بین‌المللی فیلم هند را به دست آورد.

### چهارشنبه‌سوری
اصغر فرهادی پس از دو سال وقفه در سال ۱۳۸۴ با فیلم چهارشنبه‌سوری به فیلم‌سازی برگشت. این فیلم با همکاری مانی حقیقی در مقام نویسنده در کنار اصغر فرهادی تولید و اکران شده است. اصغر فرهادی در این فیلم این‌بار به سراغ سوژه‌ای تلخ اما حقیقی به نام خیانت و تن دادن به تغییرات برای ادامه زندگی می‌رود. این فیلم جوایز و نامزدی‌های متعددی را کسب کرد که از بین آن‌ها می‌توان به سیمرغ بلورین بهترین کارگردانی بیست و چهارمین دوره جشنواره فیلم فجر و هوگو طلایی جشنواره بین‌المللی فیلم شیکاگو و نامزدی یوزپلنگ طلایی جشنواره فیلم لوکارنو اشاره کرد. چهارشنبه سوری را می‌توان یکی از آثار جدی در مقام فیلمسازی دانست که مجله اسلنت آن را یکی از بهترین فیلم‌های اکران شده سال ۲۰۰۶ دانست.

### کنعان
وی دو سال بعد به عنوان نویسندهٔ فیلم‌نامه با مانی حقیقی همکاری کرد و فیلم‌نامهٔ کنعان را نوشت. کنعان فیلم پر سکانسی است که از لحظاتی ساده آغاز می‌شود، به اوج می‌رسد و ناگهان به اعماق کلیشه می‌افتد. اما باز هم کنعان با همهٔ میزانسن‌های زیبایش و موسیقی متنی مناسب لحظاتش، اتفاق خوبی در سینما بود.

### دایره زنگی
دایره زنگی محصول سال ۱۳۸۷، به عنوان اولین تجربه سینمایی پریسا بخت‌آور همسر وی از ذوق هنری و استعداد نویسندگی اصغر فرهادی در مقام نویسنده بهره می‌برد. دایره زنگی برخلاف فیلم‌نامه‌های گذشته او قالب و پوسته طنز را به همراه دارد اما این تغییر رویکرد هم نتوانسته است که زیرلایه‌های اجتماعی و رئالیستی اصغر فرهادی را حتی کم‌رنگ کند. این فیلم مورد توجه عموم و گیشه قرار گرفت.

### محاکمه در خیابان
هفتمین تجربه سینمایی اصغر فرهادی، همکاری با مسعود کیمیایی و در قالب فیلم محاکمه در خیابان محصول سال ۱۳۸۷ رقم خورد. این فیلم در چندین اپیزود با مضامین مختلف اجتماعی از جمله انتقام روایت می‌شود و تأثیر اصغر فرهادی در تغییر نگرش مسعود کیمیایی در سبک نگارش فیلم‌نامه و روایت غیرخطی به خوبی مشهود است.

### دربارهٔ الی
درباره الی محصول سال ۱۳۸۷ چهارمین اثر وی در مقام کارگردان است. از دید بیشتر منتقدین و مردم فیلم دربارهٔ الی مهم‌ترین فیلم کارنامه هنری وی است. از آن جهت که اصغر فرهادی به دلیل برعهده داشتن سمت‌های کارگردان، نویسنده و تهیه‌کننده در نهایت می‌تواند آنطور که باید و شاید سینما و نوع نگاه خاص خود را ارائه دهد. فرهادی با سبک رئالیسم در دربارهٔ الی شروع‌کننده موج سوم موج نو سینمای ایران شد. دربارهٔ الی فیلم تکان دهنده با بازی درخشان بازیگران نامی خود است. این فیلم علاوه بر استقبال در جشنواره‌های داخلی و کسب جایزه‌هایی از جمله جایزهٔ ویژه تماشاگران جشنواره فیلم فجر و تندیس بهترین کارگردانی جشن خانه سینما، در جشنواره‌های خارجی نیز درخشید و خرس نقره‌ای بهترین کارگردانی جشنواره بین‌المللی فیلم برلین و جایزهٔ بهترین فیلم داستانی جشنواره فیلم ترایبکا را کسب کرد. دیتر کسلیک مدیر جشنواره فیلم برلین این فیلم را نشانه‌ای از آغاز موجی نو در سینمای ایران دانست و رابرت دنیرو در حاشیه جشنواره فیلم ترایبکا در مورد این فیلم گفت، جهان شمولی شخصیت‌ها و مضامین در کنار کارگردانی که این داستان را مسحورکننده ساخته، موجب شده است تا دربارهٔ الی مرزهای جهانی را فرو بریزد و درک ما از دنیای مشترک مان را تعمیق ببخشد. دربارهٔ الی به انتخاب منتقدین ایندیوایر به عنوان ده فیلم برتر غیر انگلیسی زبان سال ۲۰۱۵ انتخاب شد. دربارهٔ الی فیلمی است که ساختار روایی بدیع و خلاقانه‌اش نه‌تنها آن را از دیگر آثار هم‌کیشش تفاوت می‌بخشد که نقش مهمی را هم در سینمای ایران ایفا می‌کند. در موج نو فرانسه پس‌ازآن که ژان-لوک گدار و فرانسوا تروفو اولین فیلم‌هایشان را می‌سازند، نزدیک به پنجاه نفر فیلم اولی وارد سینما فرانسه می‌شوند درحالی‌که الگویشان فیلم‌های این دو کارگردان بزرگ است و همین موج نو را سبب می‌شود. رابطه دربارهٔ الی و سینمای ایران هم به این جریان شباهت‌هایی دارد که بعد از ساخت دربارهٔ الی تعداد زیادی فیلم با الگوی روایی و دغدغه‌های فرا متنی مشابهی در سینمای ایران تولید می‌شود.

### جدایی نادر از سیمین
جدایی نادر از سیمین که در سطح بین‌المللی بیشتر با نام یک جدایی شناخته می‌شود، پنجمین اثر سینمایی اصغر فرهادی محصول سال ۱۳۸۹ است. فرهادی در این فیلم گوشه‌ای از زندگی زن و شوهری را به تصویر می‌کشد که پس از جدا شدن مسیرهایشان به اختلاف و تأثیر بر زندگی یک خانواده دیگر منجر می‌شود. جدایی نادر از سیمین اصغر فرهادی را به عنوان یک چهره بین‌المللی و موفق مطرح نمود. جدایی نادر از سیمین در واقع همه چیز است، که شاخصترین آن‌ها یک ملودرام اجتماعی پیچیده در مورد سقوط یک ازدواج و یک مشکل خانوادگی که باعث ایجاد زنجیرهایی از حوادث می‌شود، یک داستان فریبنده و هیچکاکی که سرنخها در تنگناهای داستان بافته شده‌اند که شاید ببینده قادر به درک آن‌ها نشود و یک داستان برجسته فلسفی که هر یک از کاراکترهای فیلم در آن از لحاظ اخلاقی نقشی منحصر به فرد ایفا می‌کنند. ساختار فیلم‌نامه «جدایی نادر از سیمین» نمونه‌ای موفق از تلفیق اصول کلاسیک و مدرن در مبانی داستان‌نویسی است. اساس داستان به طرز بی‌مانندی بر مبنای کنش و واکنش شخصیت‌های اصلی حول بحران استوار است. جدایی نادر از سیمین به عنوان نماینده ایران در اسکار معرفی شد و در انتها نیز برای اولین بار بزرگ‌ترین دستاورد سینمایی ایران در جشنواره‌های خارجی را با دریافت جایزهٔ اسکار بهترین فیلم غیرانگلیسی زبان رقم زد. موفقیت این فیلم باعث خوشحالی ایرانیان سراسر کشور و جهان شد و قشرها مختلف جامعه ایران این دستاورد بزرگ را به اصغر فرهادی و تیم او تبریک گفتند. جدایی نادر از سیمین در بین منتقدین و عموم خوش درخشید و در سراسر جهان مورد تحسین قرار گرفت و مجموعاً بیش از ۵۲ جایزهٔ جهانی را از آن خود کرد، جوایز معتبر بین‌المللی همچون جایزهٔ اسکار بهترین فیلم غیرانگلیسی زبان، جایزهٔ گلدن گلوب بهترین فیلم غیر انگلیسی زبان، جایزهٔ هیئت داوران و جایزهٔ خرس طلایی از جشنواره فیلم برلین و جایزهٔ ایندیپندنت اسپیریت بهترین فیلم خارجی زبان، جایزهٔ جوایز بودیل بهترین فیلم خارجی زبان و جایزهٔ سزار بهترین فیلم خارجی زبان از جمله جوایز مهم جدایی نادر از سیمین است. جدایی نادر از سیمین با فروش ۲۰ میلیون دلار پرفروش‌ترین فیلم ایرانی در اکران جهانی لقب گرفت. راجر ایبرت منتقد مطرح سینما، فیلم جدایی نادر از سیمین را بهترین فیلم سال ۲۰۱۱ دانست. در نظرسنجی بی‌بی‌سی نیز فیلم جدایی نادر از سیمین در رده نهم فیلم‌های برتر قرن ۲۱ بالاتر از آثار مطرحی مانند جایی برای پیرمردها نیست ساخته برادران کوئن قرار گرفت. جدایی مورد تمجید افراد مشهوری همچون مریل استریپ و برد پیت قرار گرفت. سایت‌اندساوند در لیستی جدایی نادر از سیمین را به عنوان دومین فیلم برتر سینمای جهان در سال ۲۰۱۱ معرفی کرد. جدایی نادر از سیمین در فرانسه، آمریکا، اسپانیا، آلمان، بلژیک و انگلستان با فروش و استقبال بالایی روبرو شد.

### گذشته
گذشته محصول سال ۲۰۱۳ اولین اثر غیر فارسی‌زبان است که بعد از جدایی نادر از سیمین در فرانسه ساخته شد. گذشته با بازی برنیس بژو در پاریس رقم خورد، فیلمی که یک درام پیچیده و در اغلب مواقع درخشان با اجراهایی مهار شده و هوشمندانه است. ظرافت خاصی در کنار هم چیدن جزئیات و تکه‌های داستان به شکل یک الگو، پیچش‌های غیرمنتظره در طرح داستان، تعلیق‌های پیچیده و آشکارسازی‌ها وجود دارد. گذشته نامزد دریافت نخل طلا جشنواره کن شد و در نهایت موفق به کسب نخل طلای بهترین بازیگر زن و جایزهٔ کلیسای جهانی جشنواره فیلم کن گشت. تیری شز منتقد اکسپرس سینمای اصغر فرهادی را دارای قدرت ساکنی می‌داند که شاکلهٔ آن پیچیدگی روابط انسانی و آشکار شدن اسرار پنهانی است که در گذشته نمایان است.

### فروشنده

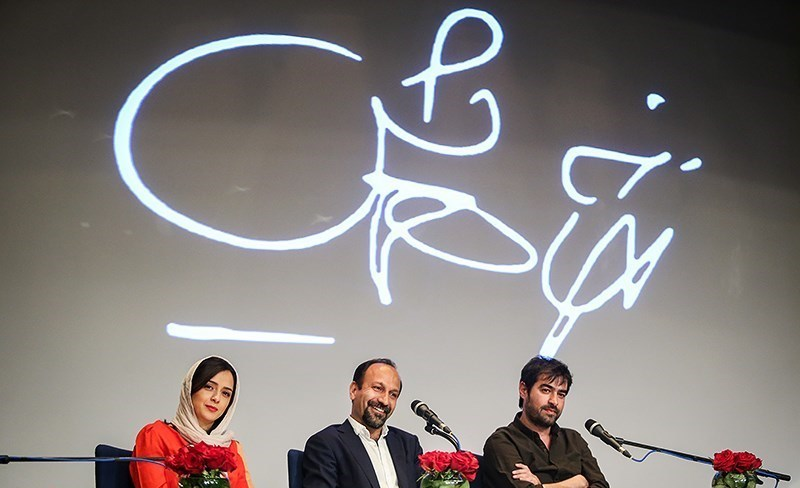
اصغر فرهادی به همراه شهاب حسینی و ترانه علیدوستی در کنفرانس مطبوعاتی فیلم فروشنده

فروشنده محصول سال ۱۳۹۴ هفتمین فیلم بلند اصغر فرهادی است. فرهادی این فیلم را قبل از آغاز پروژه بزرگ خود در اسپانیا ساخت. در ابتدای سال ۲۰۱۶ وبگاه‌های معتبر سینمایی، فهرست فیلم‌هایی را که منتقدان و علاقه‌مندان به سینما برای دیدن آن‌ها در سال جدید اشتیاق دارند، منتشر کرد و ایندیوایر، با انتشار فهرستی از صد فیلم کنجکاوی‌برانگیز که در سال ۲۰۱۶ اکران می‌شوند، پنجمین فیلم فهرست خود را به فروشنده، هفتمین فیلم سینمایی اصغر فرهادی اختصاص داد. شهاب حسینی برای سومین بار و ترانه علیدوستی برای چهارمین بار با اصغر فرهادی به عنوان بازیگر همکاری کردند که هر دو در فروشنده به عنوان نقش‌های اصلی فیلم شناخته می‌شوند و الکساندر ماله-گی نیز برای دومین بار به عنوان تهیه‌کننده فیلم اصغر فرهادی برگزیده شد. داستان فیلم فروشنده دربارهٔ رعنا و عماد زن و شوهری جوان است که در حال بازی و اجرای نمایشنامه مرگ فروشنده نوشته آرتور میلر هستند. اصغر فرهادی در جشنواره فیلم کن جایزهٔ بهترین فیلم‌نامه و شهاب حسینی هم برنده جایزهٔ بهترین بازیگر مرد شد. این فیلم با واکنش و استقبال بسیار خوب مخاطبین مواجه شد. «فروشنده» در اسکار ۲۰۱۷ برنده جایزهٔ بهترین فیلم غیرانگلیسی زبان شد. نقطه قوت اصلی فروشنده همانند آثار قبلی فرهادی، فیلم‌نامه دقیق و حساب شده آن است که به استاندارد مناسب سینمای درام رسیده است و محتوای آن نیز جلوه‌گری کرامت انسانی در مقابل رذالت بشری در جامعه است. فرهادی همچنین برای فروشنده برنده جایزهٔ ستلایت بهترین فیلم غیر انگلیسی‌زبان شد.

### همه می‌دانند
همه می‌دانند هشتمین فیلم بلند فرهادی است به زبان اسپانیایی ساخته شده است و بازیگرانی همچون خاویر باردم و پنه‌لوپه کروز در آن ایفای نقش می‌کنند. همه می‌دانند به عنوان فیلم افتتاحیهٔ هفتاد و یکمین دوره جشنواره بین‌المللی فیلم کن (۲۰۱۸) برگزیده شد و در بخش مسابقه بین‌الملل این جشنواره نیز حضور خواهد داشت. فرهادی تحقیق و نوشتن داستان همه می‌دانند را از حدود ۵ سال پیش در اسپانیا آغاز کرد اما ایدهٔ فیلم همه می‌دانند به یکی از سفرهای اصغر فرهادی در ۱۲ سال پیش به اسپانیا بازمی‌گردد. این فیلم در ۶ بخش نامزد دریافت جایزه گویا شد.

### قهرمان
قهرمان نهمین فیلم بلند اصغر فرهادی است. در تهیه‌کنندگی این اثر الکساندر ماله-گی همکاری داشته است. این فیلم در شیراز، ایران فیلم‌برداری شده است و موضوعی اجتماعی را روایت می‌کند. در این فیلم امیر جدیدی، محسن تنابنده،
فرشته صدرعرفایی، سارینا فرهادی و سحر گلدوست ایفای نقش می‌کنند. این فیلم در ۲۹ مهر ماه ۱۴۰۰ به عنوان نماینده سینمای ایران برای رقابت در نود و چهارمین دوره جوایز اسکار معرفی شد.
قهرمان برای نخستین بار در ۱۳ ژوئیهٔ ۲۰۲۱ در جشنوارهٔ فیلم کن ۲۰۲۱ به نمایش درآمد. این فیلم مشترکاً با کوپه شماره ۶ ساختهٔ یوهو کاسمانن موفق به کسب جایزه بزرگ هیئت داوران از جشنواره بین‌المللی کن شد.
شکایت علیه فرهادی رد شد: حکم پرونده نقض حقوق مؤلف در فیلم «قهرمان» صادر و ادعای شاکی بی اساس و مردود اعلام شد
حکم دادگاه پرونده نقض حقوق مؤلف در فیلم «قهرمان» بر اساس نظریات تخصصی سه تن از اساتید برجسته دانشگاه تهران، متخصص و مدرس در رشته حقوق مالکیت فکری و همچنین چهار کارشناس هنری رسمی که به اتفاق تمامی ادعاهای شاکی را بی اساس و مردود اعلام کرده بودند، صادر و فیلم قهرمان از این اتهامات به‌طور کامل تبرئه شد.
پس از طرح شکایت از سوی هنرجوی سابق اصغر فرهادی (آزاده مسیح زاده) مبنی بر نقض حقوق مؤلف در فیلم قهرمان و ادعای وی برای سهیم شدن در کلیه درآمدهای داخلی، خارجی و جوایز فیلم قهرمان، دادگاه به دلیل برخورد غیرتخصصی در مرحله بازپرسی و صدور کیفرخواست بدون ارجاع به کارشناسان مربوطه، موضوع را جهت بررسی جامع حقوقی در سه مرحله جداگانه به کارشناسی‌های تک نفره و سه نفره و در نهایت به هیئت سه نفره‌ای از اساتید دانشگاه تهران متخصص در حوزهٔ کپی رایت، ارجاع نمود. هر هفت نفر متخصص، پس از بررسی‌های جداگانه از محتویات پرونده و تحلیل جوانب حقوقی و هنری موضوع، ادعاهای شاکی (آزاده مسیح زاده) را فاقد اعتبار تشخیص داده و اتهامات وارده به سازندهٔ فیلم قهرمان را ماهیتاَ بی اساس دانستند.
در حکم صادرشده بر مبنای نظریات کارشناسان رسمی و متخصصین دانشگاهی، ضمن تشریح مفصل مبانی حقوقی و هنری و با بررسی فیلم قهرمان و هر سه نسخهٔ متفاوت مستند شاکی، و همچنین ده‌ها ساعت تصاویر ورکشاپ اصغر فرهادی، با قاطعیت تأکید شده است که ساخت هر فیلم یا اثر هنری با الهام از یک اتفاق واقعی یا اخبار منتشر شده از آن، کاملاَ بلامانع است زیرا یک اتفاق واقعی و اخبار آن جزء حوزهٔ عمومی (پابلیک دومین) و متعلق به همگان می‌باشد و حق استفاده از آن در انحصار هیچ‌کس نیست و این امری کاملاَ پذیرفته شده و بدیهی در تمام دنیاست.
در بخشی دیگر از نظریات کارشناسی تأکید شده که شاکی از مجموع ده‌ها ساعت تصاویر جلسات ورکشاپ اصغر فرهادی، فیلمی یک ساعته مونتاژ کرده که در آن جرح و تعدیل‌های یک جانبه‌ای صورت گرفته و تنظیم به نفع شده و تفاوت فاحشی بین تصاویر اصلی ورکشاپ و فیلم ارائه شده توسط شاکی به بازپرس در مرحله تحقیقات وجود دارد؛ لذا این فیلم مونتاژ شده از جلسات ورکشاپ که مبنای اصلی صدور کیفرخواست قرار گرفته، نامعتبر تشخیص داده می‌شود». Variety Asghar Farhadi Hollywoodreprter Indiewire
فرهادی در اردیبهشت ۱۴۰۲ گفت که به‌طور غیررسمی از ممنوع شدن از کار خود در ایران باخبر شده است. او در بهمن ۱۴۰۲ اعلام کرد که به‌دلیل محدودیت‌های حاکم بر ایران دیگر قصد فیلم‌سازی در این کشور را ندارد و نمی‌خواهد در فیلم‌های خود موهای زنان را به‌طور سیستماتیک بپوشاند.

## سبک
فرهادی از سبک رئالیسم پیروی می‌کند و داستان‌های فیلم‌های او پایانی باز و دراماتیک دارند.
در فیلم‌های فرهادی، همه اتفاقات، آجر به آجر در کنار هم چیده شده‌اند تا ما را به سمت کشف حقیقت در یک درام اخلاقی هدایت کنند. فرهادی در این مسیر حتی از کوچک‌ترین المان‌ها هم صرف نظر نمی‌کند.
وقتی دومین فیلم سینمایی او اکران شد بخش قابل‌توجهی از منتقدان فیلم او را پسندیدند و با توجه به دغدغه‌هایی که در آثارش نشان می‌داد در بین قشری فیلم بین از جوانان و نوجوانان محبوبیت خاصی پیدا کرد. خیلی‌ها به او و سینمای انسانی‌اش که هم سینما بود و هم انسانی امید بستند. چهارشنبه‌سوری اثری بود که اصغر فرهادی را به عنوان مهم‌ترین کارگردان نسل سوم سینمای ایران تثبیت و منتقدان را شگفت‌زده کرد و در عین حال پرفروش‌ترین فیلم سال شد. اصغر فرهادی به عنوان کارگردان مهم نسل جدید سینما و نسل جدید سینماروها زیر ذره بین رفت. فیلم چهارم او اتفاق بسیار مهمی در سینمای ایران بود. درباره الی جریان سینمای ایران را کاملاً تحت‌تاثیر قرار داد و موفقیت کاملی از همه سو به دست آورد. جدایی نادر از سیمین نقطه اوج فرهادی بود که باعث شد نظر مثبت منتقدان و مخاطبان جهانی را جلب کند. او در درباره الی از سبک رئالیسم پیروی کرد و باعث شد تا موج جدیدی در سینمای ایران رقم بخورد که به آن نسل سوم موج نو سینمای ایران می‌گویند. می‌توان این را گفت که روایت و فیلم نامه نقطه قوت تمامی آثار وی است. فرهادی بیش از همه به خاطر فیلمنامه‌های نفس گیر و غافلگیرکننده اش مشهور است. وی در فیلمنامه‌هایش ثابت کرده است به هیچ وجه به دنبال روایت و پرداخت موضوعاتی ساده و دم دستی نبوده است، دیگر ویژگی فیلمنامه‌هایِ اصغر فرهادی این است که برای جذب و نگه داشتن مخاطب تا پایان فیلم، نقطه‌ای چالشی و معمایی‌گون ایجاد می‌کند. به عقیده بیشتر منتقدان و عموم مردم وی جامعه را صادقانه نشان می‌دهد و جامعه را قضاوت نمی‌کند و با دقت بیشتری به دنیای اطراف و زندگی نگاه می‌کند. در آثار وی نگاه خلاقانه و سختگیر در قاب فیلم مشهود است اما به شکلی که نتیجه‌گیری و قضاوت درست و غلط اتفاقات فیلم‌هایش را به عهده تماشاگر می‌گذارد و وظیفه خود به عنوان دریچه و واسطه‌ای بین ببینده و جهانش را به بهترین شکل به پایان می‌رساند. فرهادی هوش هیجانی بالایی دارد و می‌تواند عواطف، احساسات و منطق دیگران را بهتر درک کند و قادر است در شرایط مختلف حسی، هیجانی و منطقی واکنش مناسب تری را نشان دهد تا بتواند به ارتباط بهتر، منطقی تر، مداوم تر، تأثیر گذارتر و کارآمد تر با مخاطب خود برسد. دقت در داستان‌های فرهادی نشان می‌دهد معمولاً همدلی او با شخصیت‌های طبقات محروم و متوسط جامعه بوده است. داستان ستوده‌ترین فیلم او، یعنی جدایی نادر از سیمین، را هر شخصی خوانده بود به او هشدار داده بود که این فیلم داستانش آنقدر محلی و بومی است که هیچ شانسی در هیچ جشنواره‌ای نخواهد داشت و اصلاً نمی‌تواند با مخاطب خارجی ارتباط برقرار کند ولی وی کار خود را کرد. این همان نشان مرعوب نبودن است و خودباخته نبودن و از قضا به‌رغم همین استواری، جدایی نادر از سیمین موفق‌ترین فیلم وی شد. فرهادی فیلم خودش را می‌سازد و به نگاه هوشمندانه، دقیق و واقعی خود به اطراف خود و جامعه وفادار است. فرهادی در اجرای فیلم‌نامه وسواس گونه و دقیق رفتار می‌کند یعنی به معنی خرد کردن رویدادها به نماهای ثابت و متحرک و تعیین جای دوربین به نحوی که اطلاعات لازم برای دنبال کردن رویداد و داستان به روشنی به بیننده داده شود. گرفتن بازی‌های طبیعی و تدوین درست این نماها در خدمت نقل روشن داستان فیلم‌ها، به شکل مشهودی مشخص است.

## فعالیت اجتماعی

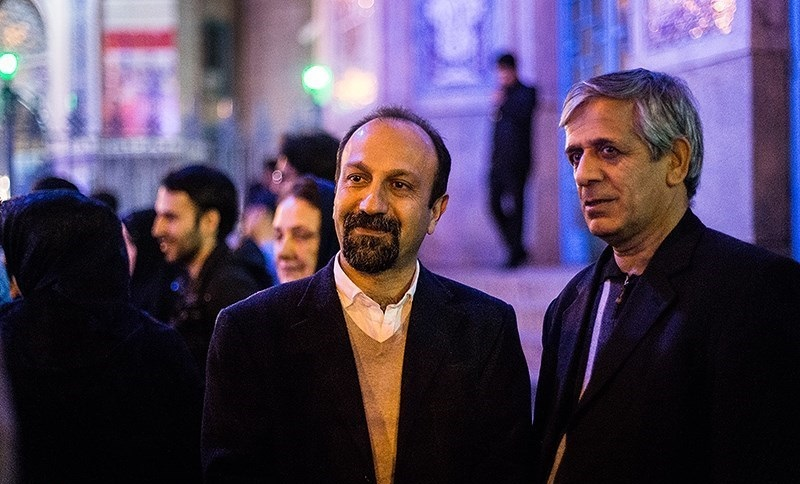
فرهادی در حوزهٔ رأی‌گیری انتخابات مجلس شورای اسلامی (۱۳۹۵–۱۳۹۴)

### کشته‌شدن مهسا امینی
فرهادی در واکنش به مرگ مهسا امینی نوشت: «ما خودمان را به خواب زده‌ایم در برابر این ظلم بی پایان. ما شریک این جنایتیم.» او پس از آغاز خیزش ۱۴۰۱ ایران خشونت نیروهای حکومتی با معترضان را محکوم کرد.

### اعدام ریحانه جباری و غزه
فرهادی در حمایت از مردم غزه کمپینی را با عنوان «کشتار همنوعان خود را متوقف کنید» در فیس‌بوک با همراهی نسرین ستوده به راه انداخت که فیلم‌سازان و بازیگران مطرح دنیا از جمله خاویر باردم، مایک لی و هانی ابواسعد به این کمپین پیوستند. نه گفتن به نرسیدن به توافق دیگر کمپین جمعی بود که اعضای آن اصغر فرهادی، رخشان بنی‌اعتماد، عباس کیارستمی، مجید مجیدی و رضا میرکریمی بودند که در رسانه‌های مطرح جهان مانند آسوشیتد پرس، ورایتی و دیلی استار بازتاب گسترده‌ای داشته است. همچنین فرهادی برای عفو اعدام ریحانه جباری به دادگاه رفت و خواستار عفو او شده بود.

### واکنش به موضوع گورخواب‌ها
اصغر فرهادی در نامهٔ سرگشاده‌ای که خطاب به حسن روحانی منتشر کرد، نسبت به گزارش گورخوابی در روزنامهٔ شهروند واکنش نشان داد و گفت که از خواندن این خبر، سراسر وجودش را شرم و بُغض فرا گرفته و همهٔ آنانی که در این سرزمین و در این سی و چند سال مسئولیتی داشته و دارند را سهیم در این شرمساری دانست. حسن روحانی نیز در پاسخ به وی گفت:
من دیروز از یکی از هنرمندان نامه‌ای را خواندم که بسیار دردناک بود. شنیده بودیم بعضی‌ها از فقر، کارتن‌خواب می‌شوند یا زیر پُل‌ها می‌خوابند اما قبرخواب را کمتر شنیده بودیم. این هنرمند در نامه نوشته بود وقتی این موضوع را دیدیم، بُغض در گلویم و شرمساری در سیمایم ایجاد شد.

### تحریم اُسکار ۲۰۱۷
وی در واکنش به فرمان اجرایی «حفاظت از ملت در برابر ورود تروریست‌های خارجی به آمریکا» از سوی دونالد ترامپ و با نگارش یادداشتی که در نیویورک تایمز منتشر شد، اعلام کرد در مراسم اسکارِ آن دوره، حضور نخواهد داشت. در اسکارِ ۲۰۱۷ وی به‌همراهِ ترانه علیدوستی از نامزدان و مدعوینِ این رقابت بودند. وی در ۶ اسفند ۱۳۹۵، کارمندان ایرانی ناسا انوشه انصاری و فیروز نادری را به‌عنوان نمایندگانش برای حضور در مراسم اسکار معرفی کرد. در این مراسم، فروشنده توانست جایزهٔ اسکار بهترین فیلم خارجی‌زبان را به‌دست‌آورد و در پی آن، انوشه انصاری و فیروز نادری، جایزهٔ اُسکار را به جانشینی از سوی وی دریافت کردند.

#### پیام فرهادی به اسکار ۲۰۱۷
انوشه انصاری که به نمایندگی از اصغر فرهادی برای دریافت جایزهٔ روی صحنه رفت پیام فرهادی را خواند. فرهادی در پیام خود نوشته بود: «من به احترام مردم کشورم و شش کشور دیگر که با قانونِ غیرانسانی «منع ورود مهاجران»، مورد بی‌احترامی واقع شدند به آمریکا نیامدم. تقسیم‌بندی جهان به «ما و دشمنان ما» توسط سیاستمداران افراطی باعث ترس می‌شود. ترسی که توجیهی است دروغین بر خشونت‌ها و جنگ‌ها. جنگ‌هایی که مانع بزرگی بودند بر سر دموکراسی و رعایت حقوق بشر در کشورهایی که مورد تهاجم واقع شده‌اند. سینماگران می‌توانند با چرخش دوربین‌هایشان به مشترکات انسانی، کلیشه‌هایی که از ملّیت‌ها و ادیان مختلف ساخته شده را بشکنند و زمینهٔ هم‌دردی و به‌دنبال آن، همبستگی مردمان جهان را فراهم کنند. «همدردی» چیزی است که ما امروز بیشتر از هر زمان دیگری به آن نیاز داریم.»
فرهادی ساعاتی پیش از برگزاری مراسم اسکار، در پیامی ویدئویی از تهران خطاب به ساکنان لندن که به ابتکار صادق خان، شهردار لندن، برای تماشای فیلم فروشنده به میدان ترافالگار این شهر رفته بودند، گفت: «بی‌نهایت خوشحال است که واکنش‌ها به حُکم ترامپ، جنبشی پویا به‌راه‌انداخته است.» در این پیام آمده است: «امیدوارم این همبستگی ادامه و گسترش یابد چون درون آن قدرتی برای مقابله با فاشیسم نهفته است که می‌تواند در برابر افراط‌گرایی به پیروزی برسد و در همه‌جای جهان به قدرت‌های سیاسی، نه بگوید.» فرهادی همچنین گفت: «ما همه شهروندان جهانیم و من همهٔ تلاشم را به کار می‌بندم تا از این اتحادِ پدیدآمده حراست کنم و گسترشش دهم.»

## افتخارات

### نشان‌ها
- نشان افتخار هنر و ادبیات فرانسه

### داوری‌ها
- ریاست هیئت داوران جشنواره فیلم زوریخ ۲۰۲۲[۷۷]
- عضو هیئت داوران جشنواره فیلم کن ۲۰۲۲[۷۸]
- جشنواره بین‌المللی فیلم بمبئی
- جشنواره بین‌المللی فیلم برلین
- رئیس هیئت داوران جوایز فیلم آسیا پاسیفیک
- جشنواره فیلم پوسان

### لیست‌ها
- به انتخاب پلی‌لیست در ۲۰۱۶: سیزدهمین کارگردان هیجان‌انگیز جهان[۷۹]
- به انتخاب ایندیوایر ۲۰۱۶: پنجمین کارگردان برتر جهان
- به انتخاب بی‌بی‌سی ۲۰۱۵: رتبه نهم جدایی نادر از سیمین در ۱۰۰ فیلم برتر قرن[۸۰]
- به انتخاب هافینگتن پست ۲۰۱۲: رتبه بیست و سوم بهترین کارگردان جهان[۸۱]

## از نگاه دیگران
- میشائل هانکه: من اصغر فرهادی را دوست دارم. به نظرم او نویسنده بزرگی‌ست. فیلمنامه‌های او عالی‌اند و هم سطح آثار چخوف.[۸۲]
- مریل استریپ: اصغر فرهادی با ساختن جدایی نادر از سیمین این فیلم دلپذیر کاری کرد که هیئت‌های دیپلمات و اخبار روزنامه‌ها از آن عاجزند. او گذاشت تا ما خود را در آینه زندگی دیگران ببینیم و مخمصه‌های یکدیگر را درک کنیم. مخمصه انسانیت مشترک‌مان را. این کنش، کنشی سیاستمدارانه است. آثار او از نظر قاب سینمایی شگفت‌انگیز هستند.[۸۳]
- رابرت دنیرو: اصغر فرهادی درباره الی را با داستانی مسحورکننده ساخته، که موجب شده است تا دربارهٔ الی مرزهای جهانی را فرو بریزد و درک ما از دنیای مشترک مان را تعمیق ببخشد.[۸۴]
- جیک جیلنهال: عاشق فیلم «جدایی» اصغر فرهادی هستم. او یکی از اثرگذارترین کارگردان‌های دو دهه اخیر است.[۸۵]
- پنه‌لوپه کروز: اصغر فرهادی در حال حاضر یکی از بهترین کارگردان‌هایی است که دنیا دارد.[۸۶]
- گاردین: فیلم‌های فرهادی یک درام درخشان و پیچیده هستند که نقش‌آفرینی بازیگران آن بسیار قابل توجه است.[۸۷]
- هوشنگ گلمکانی: «در ایران پنجه می‌کشند به صورت آدم‌های موفق. انگار خوشحال می‌شوند او از نقطه اوج خودش پایین بیاید و حتی ساقط شود. بعد هم مسخره‌اش می‌کنند. این همان کاری است که مشهور شده به نخبه‌کشی. نخبه‌کشی فقط کار حکومت‌ها نیست. مردم هم چنین کاری می‌کنند. عده‌ای از مردم خوشحال می‌شوند که آدم‌های مشهور و موفق را به زیر بکشند و شاهد خفت و خواری آنها باشند. چون خودشان به جایی نرسیده‌اند یا ناکام مانده‌اند، ته دلشان می‌گویند چقدر خوب که فلانی هم زمین‌خورد. انتقام ناکامی خودشان را با شکست آدم‌های موفق می‌گیرند.»[۸۸]

## کتاب‌ها
- فیلمنامه ارتفاع پست
- فیلمنامه شهر زیبا
- هفت فیلم‌نامه[۸۹] برنده جایزهٔ کتاب سال ایران
- رودررو با اصغر فرهادی